# Élection présidentielle égyptienne de 2018
L'élection présidentielle égyptienne de 2018 est organisée du 26 au 28 mars 2018 afin d'élire le président de la République arabe d'Égypte à l'expiration du premier mandat du maréchal al-Sissi.
Les candidats d'opposition renoncent à se présenter, sous pression, ou bien voient leur candidature rejetée par la commission électorale. Celle-ci n'approuve que deux candidatures : celle du président sortant, et celle d'un de ses proches. Le premier est réélu sans surprise avec 97,08 % des voix.

## Date
En novembre 2017, Abdel Fattah al-Sissi annonce que l'élection aura lieu entre mars et avril 2018. Le 8 janvier 2018, la commission électorale décide que le premier tour de l'élection présidentielle aura lieu du 26 au 28 mars 2018, et que ses résultats seront annoncés le 2 avril, selon le calendrier suivant.

### Calendrier
| Dates            | Étapes                          |
| ---------------- | ------------------------------- |
| 20 au 29 janvier | Dépôt des candidatures          |
| 24 février       | Début de la campagne électorale |
| 16 au 18 mars    | Vote anticipé des expatriés     |
| 26 au 28 mars    | Premier tour de scrutin         |
| 29 mars          | Résultats provisoires           |
| 2 avril          | Résultats définitifs            |

## Mode de scrutin
Le président de la République arabe d'Égypte est élu au scrutin uninominal majoritaire à deux tours pour un mandat de quatre ans, renouvelable une fois.

## Candidatures
La date limite de dépôt de candidatures était le 29 janvier. Les deux candidats retenus sont Abdel Fattah al-Sissi et Moussa Mostafa Moussa.

### Validées
Le président sortant, Abdel Fattah al-Sissi, dont le mandat se termine à cette date, est éligible pour un deuxième et dernier mandat. Le 19 janvier 2018, il annonce officiellement sa candidature. Il dépose officiellement celle-ci le 24 janvier.
Le 29 janvier 2018, Moussa Mostafa Moussa, président du Parti el-Ghad, partisan de Sissi ayant notamment participé à sa campagne électorale, annonce sa candidature.

### Retirées ou rejetées
En novembre 2017, le colonel Ahmed Konsowa annonce sa candidature. Arrêté le 2 décembre et détenu dans une prison militaire, il est condamné à six ans de prison par une cour martiale pour avoir présenté sa candidature sans avoir demandé l'autorisation à l'armée.
Le 28 novembre 2017, l'ancien Premier ministre et candidat à la présidentielle de 2012, Ahmed Chafik, annonce sa candidature et affirme avoir été empêché de quitter les Émirats. De retour en Égypte le 2 décembre après avoir été expulsé par les Émirats arabes unis, il y renonce subitement le 5 décembre. Le 7 janvier 2018, il réitère de nouveau sur Twitter cette décision. Selon le New York Times, il aurait retiré sa candidature à la suite de pressions relatives à la réouverture d'anciennes affaires de corruption à son encontre.
Le 15 janvier 2018, l'ancien député Mohamed Anouar el-Sadate, neveu de l'ex-président Anouar el-Sadate, renonce à se présenter, considérant que les élections ne seront pas libres.
Le 12 janvier 2018, la candidature de Sami Hafez Annan est annoncée par son parti et le 16 janvier 2018 le dirigeant de sa campagne à l'étranger et son porte-parole Mahmoud Refaat la confirme sur son compte officiel sur Twitter. Il officialise celle-ci le 19 janvier. Hicham Geneina, ancien président de l'autorité de contrôle des comptes publics limogé par le président Abdel Fattah al-Sissi en 2016 après la publication d'un rapport sur la corruption, et l'universitaire Hazem Hosni font partie de son équipe de campagne. Le 23 janvier, il est arrêté par la justice militaire, accusé d'avoir falsifié des documents relatifs à sa retraite de l'armée. Le soir même, la commission électorale décide de retirer son nom de la liste de candidats à parrainer.
En mai 2017, déjà candidat en 2012, Khaled Ali annonce qu'il pourrait se porter candidat. Il est arrêté peu après, accusé d'avoir fait un bras d'honneur devant une cour de justice du Caire. Il retire sa candidature le 24 janvier 2018. Il justifie sa décision par l'arrestation de ses militants et par le fait que les délais pour recueillir les parrainages sont trop courts, par le fait que la commission électorale ne lui avait pas communiqué le nombre de parrainages donc il disposait et par le fait que le scrutin n'était pas « libre et juste ».
Le député et président du club de football Zamalek, Mortada Mansour, a également exprimé son intérêt pour une candidature. Il y renonce le 27 janvier 2018.
Le 26 janvier 2018, El-Sayyid el-Badawi, chef du parti Néo-Wafd, accomplit les démarches administratives en vue de se présenter, avant que son parti ne rejette sa candidature le lendemain, préférant soutenir celle de Sissi.

## Boycott
Le 28 janvier 2018, dans une lettre ouverte, Mohamed Anouar el-Sadate, Abdel Moneim Aboul Foutouh, candidat à la présidentielle de 2012, Hicham Geneina et Hazem Hosni, qui dirigeaient la campagne de Sami Hafez Annan avant son arrestation, ainsi que le scientifique Essam Heggi, appellent à boycotter le scrutin en évoquant un « climat de peur » et « un calendrier électoral ne donnant pas aux candidats une réelle chance de se présenter ».
Le 31 janvier, c'est au tour d'Hamdine Sabahi, candidat en 2012 et 2014, d'appeler au boycott du scrutin, estimant qu'il s'agit d'une « mascarade », « qu’il n'y a aucune garantie pour un scrutin libre », puis accuse Sissi d'avoir « conduit le pays dans une impasse en raison de son arrogance et de sa volonté de réprimer toute opinion contraire ».
Le 13 février, Hicham Geneina est arrêté et déféré devant le parquet militaire. Le 14 février, Abdel Moneim Aboul Foutouh est lui aussi arrêté.

## Analyse
Pour le journaliste Hicham Kassem, « Les gens se moquent de cette élection, ils ne la prennent pas au sérieux. Je ne vois pas pourquoi les gens feraient la queue pour voter pour un candidat unique, Sissi. Quand les électeurs ont voté pour lui en 2014, c’était en quelque sorte un contrat social, ils disaient: "oui, nous voulons avancer et nous voulons faire d'Abdel Fattah al-Sissi notre président." Et quatre ans plus tard, on ne leur laisse aucun choix, c’est une rupture du contrat qui avait été passé à l'époque. ». Pour une autre analyste, « Après le coup d'État de 2013, le sens du vote a changé. On ne se rend plus aux urnes pour choisir un programme politique, on se rend aux urnes pour manifester son adhésion ou pas, c’est une sorte de vote plébiscite. Ce n’est plus un vote dans le sens d'un choix politique comme on l'a connu dans la petite période post-révolution. ».

## Résultats

### Abstention
En l'absence d'une véritable opposition, le taux de participation devient l'enjeu véritable de la présidentielle aux yeux des autorités, qui voient en un taux trop faible un risque de perte de légitimité. Lors du scrutin précèdent de 2014, déjà, celui-ci ne s'était élevé qu'à 37 % des électeurs, obligeant les autorités à allonger illégalement la durée du vote d'une journée, sans le mentionner au journal officiel, atteignant péniblement les 47,5 % de votants.
En  2018, le vote s'étend d'emblée sur trois jours, tandis que les médias publics égyptiens incitent fortement à aller voter et que le gouvernement fait pression en ce sens. Comme il est d'usage dans de nombreux pays dépourvus de véritable fichier électoral, les électeurs égyptiens participant à des élections trempent leurs pouce dans de l'encre pour éviter que des citoyens ne fraudent en votant plusieurs fois dans différents bureaux de vote. De fait, cette marque visible extérieurement devient un risque pour les abstentionnistes les plus sensibles aux pressions exercée par plusieurs entreprises du domaine privé et par le gouvernement. Des agents de la fonction publique se voient ainsi directement intimer l'ordre d'aller participer au scrutin. Un fonctionnaire du ministère de l'Éducation raconte : « Ils m’ont appelé ce matin de l’école. Ils m’ont dit qu’il y avait au bureau de vote une liste d’employés du ministère de l’Éducation. Ils m’ont dit que je devais signer cette liste et qu’elle remonterait dans la hiérarchie, que ceux qui ne la signeraient pas auraient des ennuis comme des promotions bloquées, qu’ils seraient dans le collimateur. Pour ceux qui y vont, il n’y a pas de problème, donc je devais y aller ». L’Autorité nationale des élections va même jusqu'à brandir la menace d’une amende de 500 livres (environ 22 euros) pour les abstentionnistes. Malgré ces mesures, plus de la moitié de la population en âge de voter décide de s'abstenir,.

### Votes non retenus
Le joueur de football international de nationalité égyptienne Mohamed Salah aurait obtenu, sans faire partie des candidats, plus de 5 % des voix, comptées comme votes non valides du fait de son absence de candidature officielle

### Résultats
| Candidats                | Candidats                | Partis                   | Premier tour | Premier tour |
| Candidats                | Candidats                | Partis                   | Voix         | %            |
| ------------------------ | ------------------------ | ------------------------ | ------------ | ------------ |
|                          | Abdel Fattah al-Sissi    | Indépendant              | 21 835 387   | 97,08        |
|                          | Moussa Mostafa Moussa    | Parti el-Ghad            | 656 534      | 2,92         |
|                          |                          |                          |              |              |
| Votes valides            | Votes valides            | Votes valides            | 22 182 167   | 93,67        |
| Votes blancs et nuls     | Votes blancs et nuls     | Votes blancs et nuls     | 1 762 231    | 6,33         |
| Total                    | Total                    | Total                    | 24 254 152   | 100          |
| Abstention               | Abstention               | Abstention               | 34 823 986   | 58,95        |
| Inscrits / participation | Inscrits / participation | Inscrits / participation | 59 078 138   | 41,05        |